# Deportivo Viedma
Deportivo Viedma es una entidad deportiva con sede en la ciudad de Viedma, provincia de Río Negro, en Argentina. Nació el 11 de septiembre de 2009, como franquicia de basquetbol bajo la denominación de Alianza Viedma y por patrocinio Ceferino Alianza Viedma. Si bien su principal disciplina ha sido el básquet, militando en la Liga Argentina (ex Torneo Nacional de Ascenso), con el correr de los años fue sumando nuevas disciplinas, convirtiéndose en una institución polideportiva. 
Este equipo es el segundo de la zona en disputar uno de los dos niveles nacionales de básquet, tras la participación histórica de Deportivo Valle Inferior en los TNA de 1992/93 y 1993/94 y las Ligas Nacionales de 1993/94 y 1994/95. Por cercanía, sus clásicos rivales han sido Huracán de Trelew y Atenas de Patagones, aunque ninguno de los dos pudo sostener su participación en el ámbito nacional.

## Historia
En el año 2009 el Club San Martín ascendió a la Liga B, tercera categoría de baloncesto en Argentina, donde también jugaba otro elenco de la ciudad, Sol de Mayo. Al no poder solventar los gastos que conlleva competir a este nivel el por entonces presidente de la comisión de básquet del club José Luis Dizio  decidió a compartir la plaza con los clubes Villa Congreso y Sol de Mayo y así conformar una unión deportiva de tres clubes pertenecientes a la capital rionegrina siendo denominada Alianza Viedma. Su acto fundacional fue el 11 de septiembre de ese mismo año.

### Liga B
En su primera temporada en la Liga B, ya se había sondeado la posibilidad de comprar una plaza en el Torneo Nacional de Ascenso.

Es un paso grande que tres instituciones de la ciudad se comprometan a hacer este desafío de la B. Me parece lógico que se cumplan los procesos previos y hacer las cosas tranquilas y pausadas. Primero hay que dar este paso y si el año que viene está la posibilidad de la invitación o lo que fuese habría que pensarlo.
Rubén Quiroga, director técnico del equipo en 2009.

El equipo fue dirigido por Rubén Quiroga y estuvo conformado por Iván Castelli, que pertenecía a Sol de Mayo, y Juan Pereyra y Gustavo Núñez quienes jugaban en San Martín. La dirigencia cerró las incorporaciones de Andrés Berman, Sebastián Farias, Lucas Bianco, Héctor Martirena y Nicolás Ojeda.
Tras compartir un grupo, durante la primera fase, con Hispano Americano de Río Gallegos, Huracán de Trelew, Jorge Newbery de Carmen de Patagones, Unión Vecinal de La Plata, Los Indios de Moreno y Vélez Sársfield de Buenos Aires, el equipo avanzó a la zona para la permanencia. Tras salvar la categoría, Alianza llegó a semifinales, donde cayó ante Huracán de Trelew en tres juegos.

### Torneo Nacional de Ascenso
En el Torneo Federal de 2011, el equipo tuvo un mejor rendimiento, accediendo a la zona de mejores para la segunda fase, manteniendo la categoría. Tras terminar tercero, en play-offs se enfrentó a Independiente de Tandil, más tarde, derrotó a Huracán de Trelew, pero quedó eliminado en semifinales ante Tomás de Rocamora, y perdiendo así la chance de ascender.
Meses más tarde, ante una expansión del Torneo Nacional de Ascenso, varias plazas se pusieron en venta y el equipo viedmense se dispuso a adquirir una. Entre las opciones estaban adquirir una plaza vacía, o comprar la de Bragado Club.

Rubén (Cambarieri) está conversando con los dirigentes y ya nos ofrecieron venderla en 60 mil --cuatro cuotas de 15 mil-- y la propuesta de la AdC es al contado, así que nos conviene mucho más esta oferta de Bragado. Mientras tanto seguimos abocados a la tarea de obtener los recursos y llegado el momento tomaremos la decisión.
Alfredo Arburúa, presidente de Alianza Viedma.

A fines de junio de 2011, la AdC confirmó la compra de una plaza del equipo en la segunda división nacional. Con ello, la fusión rionegrina participa por primera vez en la segunda división nacional.
Luego de lograr el ascenso al Torneo Nacional de Ascenso a mediados del año 2011, el club debió formalizar su afiliación a la Asociación de Básquet Valle Inferior y a la Federación Rionegrina de Básquet para utilizar su nombre en la próxima edición del TNA ya que hasta ese entonces Alianza Viedma no era más que un nombre de fantasía, no existía en los papeles.
En la temporada 2011-12 consiguió llegar a semifinales de la Zona Sur (cuartos de final en la Nacional), luego de ganar la serie de cuartos 3 a 0 frente a Banda Norte de Córdoba. Desafortunadamente el equipo quedó eliminado en las semifinales enfrentando a Argentino de Junín, luego de perder los primeros dos partidos de visitante y ganar los dos de local perdió el quinto juego en un partido muy reñido. Tuvo un excelente desempeño de local, sin perder un solo partido, conservó un invicto de 19 encuentros.
En julio de 2012 y antes del Torneo Nacional de Ascenso 2012-13, el club fue renombrado, por motivos comerciales, a «Ceferino Alianza Viedma». En una inestable temporada, con apenas dos victorias más que derrotas en la fase regular, y con un cambio de entrenador sobre la marcha, el equipo quedó eliminada en la primera llave de play-offs, los octavos de final, ante Ciclista Juninense.
En la temporada 2013-14 tuvo una fase regular normal y quedó eliminado en la primera eliminatoria ante Alvear de Villa Ángela, misma fase a la que llegó en la temporada 2014-15, esta vez, eliminado por Banda Norte.

### Deportivo Viedma
Para la temporada 2015-16, y ante la posibilidad de ceder o vender la plaza, la dirigencia decide cambiar el nombre en busca de renovar la cara del equipo. Cambia de nombre por el de «Deportivo Viedma». Desde entonces, el proyecto comienza a tomar forma propia.

Tuvimos mucha incertidumbre en el inicio pero nos encaminamos en un proyecto con la idea de potenciar a los jugadores locales. Tenemos una plaza y creo que hay que defenderla.
Hay que generar la pertenencia que no logramos, tal vez fue un error dirigencial no llegar a la gente. Necesitamos resolver entre los dirigentes cuál será el objetivo, que es más importante que la parte económica. La idea es apuntar a un proceso que tenga una meta, que trascienda en el básquet nuestro para potenciar los jugadores del medio.
Martín Díaz, presidente.

En la temporada 2016-17 el equipo tuvo una muy buena temporada regular, finalizando en la primera colocación de la Conferencia Sur con 23 partidos ganados y 13 derrotas. En play-offs, el conjunto conducido por Hiriart derrotó a Gimnasia de La Plata por 3-1 en cuartos de final, siendo luego derrotado por Atenas de la vecina ciudad de Carmen de Patagones por 3-1 en semifinales.

### La era Pisani
La temporada 2017-18 arrancó con nuevo DT y un equipo conformado por muchos jóvenes. José Luis Pisani asumió la conducción técnica. Pedro Franco, Alexis Knecht, Maximiliano Tabieres y Federico Grun se quedaron. Se sumaron Federico Mariani, quien venía de jugar en Obras Basket y los juveniles Fermín Thygesen y Martín Fernández de Bahia Basket, además del venezolano Francisco Centeno y el estadounidense Nathan Carter. Los locales Jonathan Velázquez, Tomás Lenschow y Franco Carcassón completaron el equipo.
La primera fase fue histórica. Con Mariani y Centeno como estandartes, el Depo Viedma lideró la Zona Sur con una gran actuación. Tuvo el mejor récord del torneo y terminó invicto de local. Además, se clasificó para el primer Super 4 de la categoría, llegando a la final del certamen.
La actuación del equipo fue especialmente destacada a pesar de la mala racha de lesiones que tuvo que atravesar. Fernández sufrió la rotura de los ligamentos cruzados de la rodilla y se perdió el resto de la temporada. Franco sufrió un esguince que lo dejó fuera de las canchas varias semanas y Knecht tuvo que dejar el equipo por más de 70 días por una fractura de muñeca (lo reemplazo Alejandro Peralta).
Pese a todo esto, el Depo arrancaba entonado la segunda fase, con la llegada de Valentín Bettiga como juvenil, proveniente de Olimpo de Bahía Blanca. El equipo se fortaleció en su casa, donde logró 16 victorias al hilo. Desde allí construyó una muy buena campaña. En el medio, Carter dejó el equipo problemas personales y fue reemplazado por el panameño Josimar Ayarza.  
El conjunto capitalino clasificó entre los mejores cuatro de la Zona y accedió a los playoffs. En cuartos derrotó a Rivadavia de Mendoza y cayó ante Platense en las semis de conferencia. 
La temporada 2018-19 comenzó con la ratificación de Pisani como entrenador, ahora con el bahiense Iván Ludueña como asistente técnico. El club ratificó el cuerpo técnico y sumó más profesionales, conformando uno de los mejores staff de la categoría. 
Pisani confió en la continuidad del capitán Franco y los internos Centeno y Tabieres. Se sumó Sebastián Mignani, de marcada trayectoria, y los viedmenses Lucas González y Matías Eidintas. Los juveniles bahienses Joaquín Sánchez y Ayan Carvalho fortalecieron la plantilla. Además apostó con la llegada del base venezolano Edwin Mijares, quien luego sería reemplazado por el americano Keyron Sheard. 
El inicio de las acciones fue muy favorable para Depo Viedma, que hizo una buena primera fase  y volvió a clasificar al Super 4. Pero en los días posteriores sufrió varias lesiones y además tuvo que cambiar sus extranjeros. El panameño CJ Rodríguez llegó por Sheard y el americando Kenneth Jones por Centeno. El equipo rionegrino no tuvo un buen torneo cayó 86-75 en semifinales ante Barrio Parque. 
A Viedma le costó reacomodarse tras el golpe del Super 4 y los cambios de jugadores. Pero luego de algunos partidos, logró reencontrarse con su juego. Sheard volvió el equipo y Lucas Pérez, de larga trayectoria en la Liga Nacional, reemplazó a Mignani (rotura de ligamentos cruzados).  
Con la conducción de Pérez y Franco, el equipo levantó vuelo. Logró una histórica victoria ante Centro Español tras ir 26 puntos abajo y se encaminó a clasificar entre los primeros cuatro de la Zona Sur, por cuarto año consecutivo. Ya en playoffs, dejó a Español en el camino y volvió a caer ante Platense en semis de conferencia.

### El regreso de Bogliacino
El entrenador Guillermo Bogliacino volvió a tomar el mando el equipo en la temporada 2019-20, en reemplazo de Pisani. Rápidamente el equipo confirmó la continuidad de Franco, Eidintas y González. Sumó a Diego Pena García, Andrés Mariani (hermano de Federico), Ezequiel Martínez y el experimentado Axel Weigand. El juvenil Jony Velázquez volvió al equipo y se sumó la llegada de los chicos Ramiro Méndez de San Antonio Oeste y Gabriel Parente y Ricardo Pinon de Bariloche.
La dirigencia y el cuerpo técnico decidieron jugar con un solo extranjero. Así se abrió la puerta para la llegada de Jaquan Lightfoot, pero el joven norteamericano no se adaptó a la ciudad. Jugó un par de amistosos y decidió regresar a su país. Lo reemplazó Kenneth Jones, quien poco a poco se fue convirtiendo en ídolo de la institución. Promediando la primera fase, regresó Ayan Carvalho.
Nuevamente el equipo hizo una tremenda primera parte y se metió en el Super 4. Deportivo Viedma se convirtió en el único equipo de la categoría en disputar todas las ediciones del certamen. El equipo cayó en semifinales con Barrio Parque, tras remontar una diferencia de 26 puntos.
Viedma iniciaba una segunda fase con altibajos, pero vio trunca sus posibilidades de avanzar. La pandemia por Coronavirus COVID-19 generó un parate de las acciones el 12 de  y la posterior suspensión de la temporada el 29 de abril.
Post-pandemia
Depo Viedma volvió a ver acción el 20 de febrero, con el arranque de la temporada 2021 de la Liga Argentina. El certamen se disputó con sistema de burbujas o sedes, tres de las cuales fueron organizadas por el equipo de la capital rionegrina. 
En cuanto al plantel, volvieron el base Fermín Thygesen y el pivot Maxi Tabieres. Renovaron su contrato Ayan Carvalho y los viedmenses Matías Eidintas y Lucas González. Se sumó el alero Lorenzo Capponi (vino de Central Entrerriano) y el panameño Jamaal Levy (de Bahía Basket). Los juveniles Ramiro Méndez (San Antonio Oeste), Martin Fagotti (Villa Regina) y Ricardo Pinon y Gabriel Parente (Bariloche) reforzaron la plantilla, conducida por Bogliacino.
En medio de una competencia complicada, por bajas causadas por la pandemia y una constante reorganización de partidos, el Depo logró cerrar una muy buena primera fase. Fue líder de la Conferencia Sur y fue elegido por la AdC para organizar la fase de playoffs. En cuartos de final superó a Racing de Chivilcoy y cayó en tres juegos ante Quilmes de Mar del Plata en las semifinales de la conferencia.
La temporada 2020/21 encontró un equipo consolidado. A la continuidad de los pilares locales (Tabieres, Eidintas, Capponi y González), se sumaron las llegadas de los bases Raúl Pelorosso (proveniente de Quilmes) y Mariano Marina, y el pivot estadounidense Trevon Young. También se sumaron los juveniles Tomás Dell, Joaquín Petre, Francisco Michelli (San Antonio Oeste) y Santiago Locher (Cipolletti).
El equipo tuvo una gran primera fase, en un torneo que presentó un formato renovado. Fue líder de su grupo en la Conferencia Sur, lo que le permitió clasificar al Super 8 y lideró prácticamente todas las estadísticas. Ya en Fase Regular, se decidió reemplazar a Young por el pivot Ramiro Trebucq y Pinon pasó a préstamo a Petrolero de Plaza Huincul.

## Ligas ABVI
En 2014, el Depo Viedma presentó equipo por primera vez para disputar un torneo oficial de la Asociación de Básquet del Valle Inferior. Conducido por Esteban Gatti, el conjunto integrado mayoritariamente por los juveniles del equipo de Liga Argentina, alcanzó los playoffs y selló una primera experiencia histórica.
La siguiente participación fue en 2021, con la conducción de Iván Ludueña (quien era asistente técnico de Guillermo Bogliacino en Liga Argentina). El plantel del primer otrneo de ese año estuvo integrado por Agustín Ruibal, Sebastián Ruibal, Joaquín Spina, Fausto Eidintas, Alejo Giarrafa, Tomas Dvorzak, Ezequiel Castro y Emmanuel Díaz, además de los juveniles del plantel de Liga Argentina: Ramiro Méndez, Gabriel Parente, Ricardo Pinon y Martín Fagotti.
La primera estrella
En el segundo semestre de 2021, la ABVI organizó el Torneo Daniel "Mono" Quartarolo, donde Depo Viedma presentó un equipo integrado principalmente por jugadores de experiencia en la segunda categoría del básquet. 
Conformaron el plantel Matías Eidintas, Mateo Soto Gauna, Sebastián Fermanelli, Ramiro Méndez, Lucas González, Fausto Eidintas, Juan Cruz Marini, Maximiliano Tabieres, Martín Fagotti, Agustín Schander, Ricardo Pinon, Franco Bazani (disputó los primeros partidos, luego siguió su carrera en Italia) y Alexis Knecht y Ezequiel Castro (no alcanzaron a jugar). Ludueña siguió siendo el entrenador, con la asistencia de Sebastián Falcón.
El equipo cosechó grandes actuaciones y ganó el torneo de punta a punta, sin conocer la derrota. Derrotó a San Martín (80-60), Villa Congreso (90-83) y Atenas (89-75) en la fase preliminar; a Deportivo Patagones (98-90) en semifinales y a Sol de Mayo (88-77) en la final.
El torneo "de los pibes"
En 2022, Depo Viedma presentó un equipo compuesto por los juveniles del plantel de Liga Argentina y el aporte del experimentado Sebastián Fermanelli. Nuevamente bajo la conducción de Ludueña, el equipo "de los pibes" logró alcanzar la final, cayendo ante Sol de Mayo que había conformado un equipo con jugadores mayores y marcada trayectoria.

## La Liga 3x3
En marzo de 2022, un combinado del Deportivo Viedma integrado por Joaquín Petre, Francisco Michelli, Santiago Locher y Tomás Dell se coronó campeón de la Parada "Viedma" de la Liga 3x3. En fase de grupos, los varones derrotaron 10-7 a Villa Congreso, 11-5 a Bahía Basket y 19-5 a Unión A de Río Colorado. 
En semifinales, le ganaron 19-14 a Unión B y en la final superaron a Deportivo Patagones por 19-16. Además, Dell fue elegido como el MVP del torneo entre los varones. 

## Presidentes
- 2009-2012:  Alfredo Arburúa
- 2012-2013:  Fernando Viola[16]
- 2013-2017:  Martín Díaz
- 2017-2020: Atilio Casadei
- 2020-Actualidad:  Fernando Casadei

## Instalaciones

### Estadio

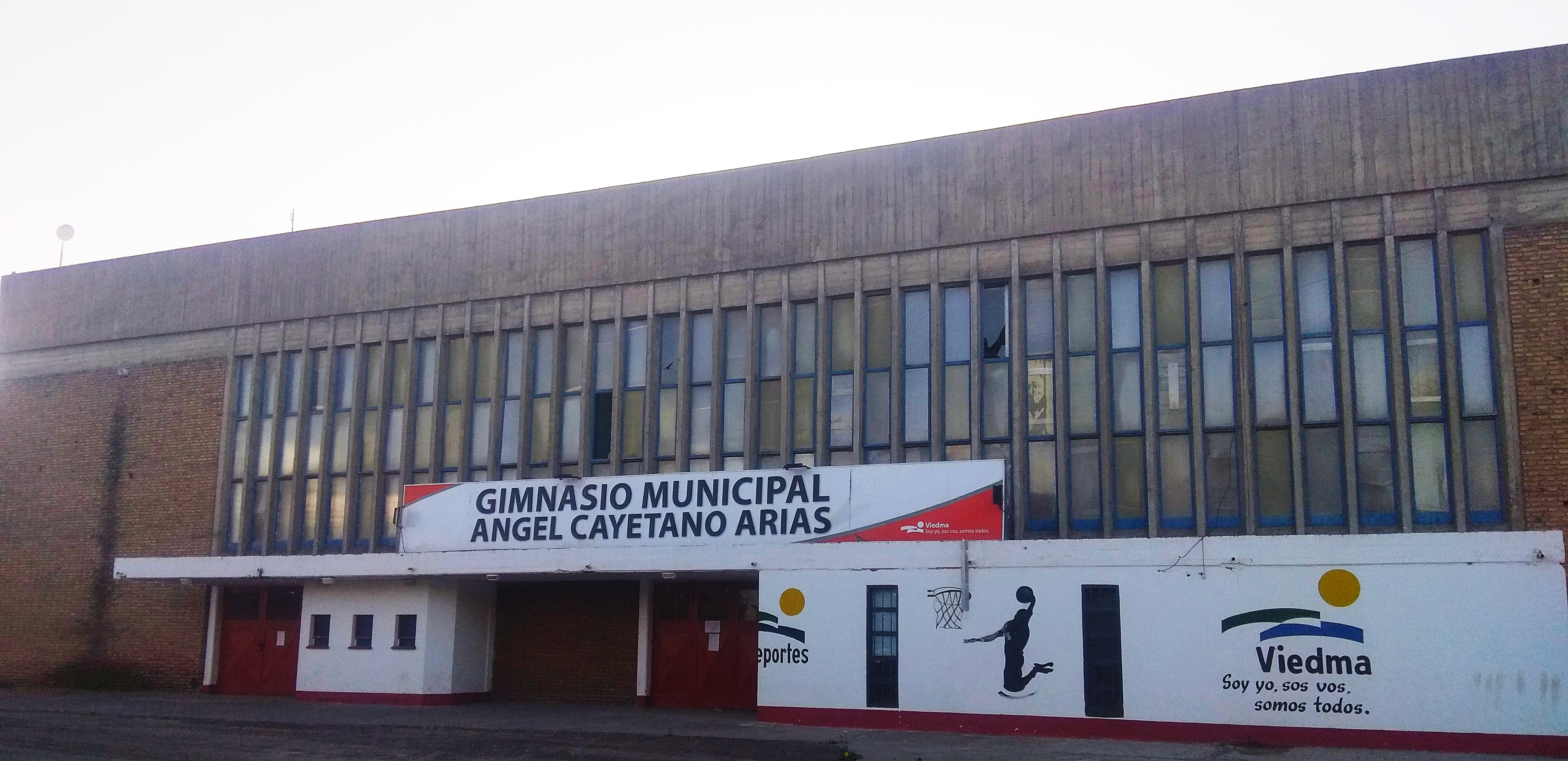
Polideportivo Municipal de Viedma

El Deportivo Viedma utiliza como estadio el Polideportivo Municipal "Ángel Cayetano Arias" que posee una capacidad de 2500 personas y fue epicentro de múltiples eventos deportivos y culturales.

### Fuerte inversión en mejoras edilicias
Entre los años 2018 y 2019 el Deportivo Viedma invirtió casi $600.000 para mejorar las instalaciones del Polideportivo Municipal “Ángel Cayetano Arias”.
Con acompañamiento del Gobierno de Río Negro y la Municipalidad de Viedma, se ejecutaron importantes tareas que optimizaron integralmente las instalaciones, ofreciendo mayor comodidad y seguridad.
Una de las obras más emblemáticas es la renovación total de la iluminación del estadio, con el reemplazo de las viejas luminarias por equipos led. En esta obra se invirtieron más de $150.000. Otro trabajo muy importante fue la refacción integral en baños y vestuarios. Se realizó el recambio total de cañerías de agua y cloacas, el reemplazo de mesadas, bachas, griferías, elementos sanitarios y trabajos de pintura general.
Estas tareas se suman a la construcción de la Sala de Entrenadores y Audiovisuales, realizada la temporada pasada, con el objetivo de proveer un espacio para que el equipo y cuerpo técnico se reúna cotidianamente. También se realizaron mejoras en el sector de tribunas, mesa de control y la renovación de los bancos de suplentes. Y se equipos de aire acondicionado en vestuarios.

## Palmarés

### Torneos ABVI
- Campeón Masculino 2021

### Vóley
- Campeón Femenino Torneo Clausura 2021

### Liga 3x3
- Campeón Masculino Parada "Viedma" 2022

## Entrenadores
- 2009-2010:  Rubén Quiroga
- 2010-2013:  Guillermo Bogliacino
- 2013-2013:  Darío Buzzo
- 2013-2014:  Mauricio Santángelo
- 2014-2017:  Leandro Hiriart
- 2017-2019:  José Luis Pisani[17]
- 2019 en adelante:  Guillermo Bogliacino

## Otras disciplinas
Básquet femenino
El equipo femenino del Deportivo Viedma tuvo su debut el 14 de abril de 2019, con un amistoso ante el combinado del club San Martín. La primera experiencia en torneo oficiales fue en la Liga de Básquet de Bahía Blanca, dirigido por Iván Ludueña. En marzo de 2020 se anunció su participación en el torneo local de la ABVI, pero la pandemia por COVID-19 frenó las actividades.
En la pospandemia, el Femenino participó del Torneo ABVI oficial y en 2022 disputó la cuarta parada de la Liga 3x3.
Hockey sobre césped
En 2020, se sumó el hockey sobre césped con equipos masculino y femenino en la Liga de Viedma y Patagones, además de un fuerte trabajo en las formativas. Los equipos mayores disputan los torneos organizados por la Asociación de Hockey de Viedma y Patagones.  
Natación
Con la presencia de Iara Arias, el club capitalino sumó la natación en aguas abiertas como nueva disciplina. Tras un gran año, la joven viedmense fue campeona nacional en 2019 y fue convocada a integrar el Seleccionado Nacional en el Mundial de Aguas Frías de Eslovenia.
Vóley femenino
Con un plantel integrado por jugadoras de experiencia, en marzo de 2020 se sumó el vóley femenino. En la primera experiencia, las chicas fueron subcampeonas del torneo municipal y sumaron presencias en certámenes del beach. En la postpandemia por COVID-19, fueron subcampeonas del Torneo Transición 2021 y campeonas del Torneo Clausura 2021, logrando el primer título oficial de la disciplina y el segundo en la historia del club. 
Patín
En 2018, se sumó el patín artístico como disciplina fija con importantes logros: Dana Baigorria obtuvo el 1º lugar en categoría Juveniles y Victoria Tapia el 3º lugar en Infantiles del Sudamericano de Clubes; Guada Klug obtuvo el 2° lugar en la Copa Uruguay de Clubes; Delfina Lang, integrante de la Selección Nacional, obtuvo el 1º puesto en Danza y el 3º en Freedance en la Copa Calderara en Italia; y además Candela Olmos y Lucía Duarte lograron un lugar en el Nacional Categoría C que se realizará en La Rioja. Además, Viedma  volvió a participar activamente del Torneo de la Federación del Comahue y fue sede de una fecha por primera vez en varios años.